# Pièce commémorative de 1 dollar américain pour les vétérans américains invalides
La pièce commémorative de 1 dollar américain pour les vétérans américains invalides est une pièce commémorative, non circulante, émise par la Monnaie des États-Unis en 2010 et frappée à la Monnaie de West Point.
Elle est autorisée par la loi publique 110-277 du 17 juillet 2008, qui demande au Secrétaire au Trésor de frapper des pièces en commémoration des anciens combattants qui sont devenus invalides alors qu'ils servent dans les forces armées des États-Unis. Les surtaxes des pièces sont destinés à la Disabled Veterans' LIFE Memorial Foundation dans le but d'établir un fonds de dotation pour soutenir la construction du mémorial des vétérans américains invalides (en) à Washington, D.C.

## Contexte

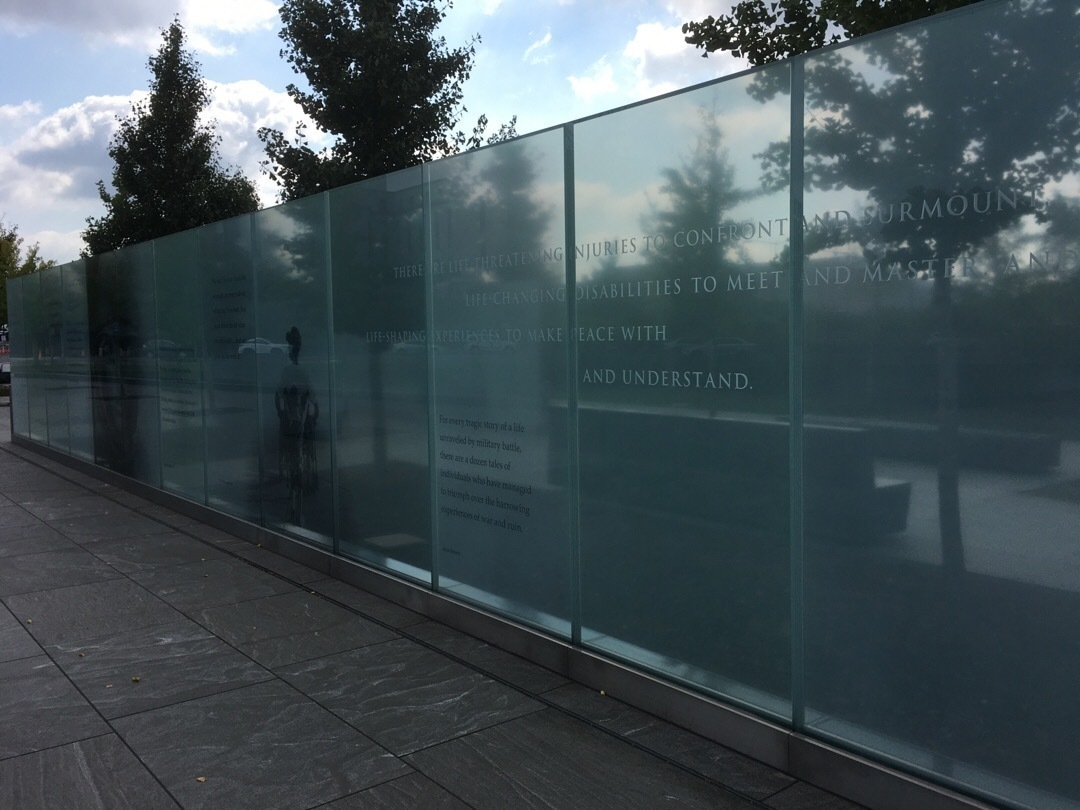
Le à Washington, D.C.

Le mémorial des vétérans américains invalides est un mémorial à Washington, D.C., conçu par Michael Vergason, avec la consultation du sculpteur Larry Kirkland (en), qui rend hommage aux vétérans des forces armées des États-Unis qui sont devenus définitivement invalides au cours de leur service national. Le Congrès adopte une législation établissant le mémorial le 23 octobre 2000, autorisant la fondation du mémorial des vétérans invalides à concevoir, lever des fonds pour, et construire le mémorial. L'objectif de financement est atteint à la mi-2010 et les travaux pour le mémorial commencent le 10 novembre 2010. Il est inauguré par le président Barack Obama le 5 octobre 2014.

## Législation
Le projet de loi H.R.634 est introduit à la Chambre le 23 janvier 2007 par le représentant démocrate du Kansas, Dennis Moore (en). Après plusieurs débats, le projet est accepté le 15 mai et envoyé au Sénat le lendemain. Celui-ci, après y avoir ajouté un amendement, l'approuve et le renvoie à la Chambre le 11 juin 2008, qui l'approuve également le 18 juin 2008. Le projet final est présenté au président George W. Bush le 7 juillet 2008 et ce dernier le signe le 17 juillet pour en faire la loi publique 110-277.

## Dessin
L'avers de la pièce, conçu et sculpté par Don Everhart, représente les jambes et les bottes de trois anciens combattants avec une paire de béquilles. Les inscriptions comprennent THEY STOOD UP FOR US (Ils se sont levés pour nous), IN GOD WE TRUST, LIBERTY et la date d'émission 2010,.
Le motif du revers, dessiné par Thomas Cleveland et gravé par Joseph Menna, représente une fleur de myosotis à la base d'une couronne, enveloppée de rubans avec des grappes de branches de chêne.  Le myosotis est largement reconnu comme le symbole de ceux qui ont combattu et sont devenus invalides pendant la Première Guerre mondiale. L'inscription centrale se lit comme suit : TAKE THIS MOMENT TO HONOR OUR DISABLED DEFENDERS OF FREEDOM (Prenez ce moment pour honorer nos défenseurs de la liberté invalides). D'autres inscriptions indiquent le pays émetteur, UNITED STATES OF AMERICA, la devise latine E PLURIBUS UNUM et la valeur faciale ONE DOLLAR,.

## Production et vente
La loi qui autorise l'émission de la pièce commémorative permet une frappe maximum de 350 000 exemplaires. La Monnaie de West Point est chargée des deux versions de la pièce, brillant universel et belle épreuve. Elle est disponible à la vente à partir du 25 février 2010 à un prix d'introdution de 39.95 dollars en belle épreuve et 33.95 dollars en brillant universel. À partir du 29 mars les prix deviennent 43,95 et 35,95 dollars jusqu'à la fin de la vente, le 13 décembre 2010,.
Un total de 281 071 pièces est vendu — 202 970 en belle épreuve et 78 101 en brillant universel — une quantité proche de la frappe maximale autorisée. Les trois premiers jours de vente, près de 100 000 exemplaires sont écoulés.
Les surtaxes perçues sur la vente de ces pièces sont transmises à la Disabled Veterans' LIFE Memorial Foundation pour soutenir la construction d'un mémorial à Washington, D.C., autorisée par le Congrès en 2000.